# Gunnar Nordström (journalist)
Gunnar Nordström, född 1953, är en svensk journalist och författare. Sedan många år tillbaka är han ishockeyreporter i USA. Han har skrivit bokserien Stjärnskott, som handlar om Adam Wallgren som precis har lämnat Sverige, för spel i NHL och Seattle Wonders. Han har även skrivit serien Rookie som handlar om Robert Fahlgren när han går på hockeygymnasiet i Örnsköldsvik.